# Mas Navara
El Mas Navara és una masia de Sant Climent Sescebes (Alt Empordà) inclosa a l'Inventari del Patrimoni Arquitectònic de Catalunya.

## Descripció
És situat al sud-oest del nucli urbà de la població de Sant Climent, al veïnat de l'Ullastre, a uns vuit-cents metres de distància del municipi. El mas se situa al costat de tramuntana del petit nucli.
És un mas conformat per tres cossos adossats que li proporcionen una planta més o menys rectangular. Els dos cossos de mida més gran presenten la coberta de teula de dues vessants i estan distribuïts en planta baixa i pis. L'edifici principal presenta un cos rectangular adossat a la façana principal, el qual integra una volta de mig punt que protegeix el portal d'accés a l'interior i està cobert per una terrassa al nivell del pis. La construcció presenta portes i finestrals d'obertura rectangular, originàriament bastits amb carreus de pedra i reformats amb maons. També destaquen tres finestres d'arc rebaixat, les de la façana lateral emmarcades amb carreus de pedra calcària. De la façana posterior cal destacar el forn, de planta circular bastit en pedra, amb teulada d'un sol vessant. De l'altre edifici destaca el porxo, format per tres arcs rebaixats bastits en pedra desbastada disposada a sardinell. Les obertures d'aquesta part de la construcció, tot i que reformades, són rebaixades i estan fetes de pedra desbastada. Per la banda de ponent hi ha un altre cos rectangular adossat al conjunt, a manera de torre. Presenta la coberta d'un sol vessant i consta de dues plantes, amb les obertures reformades: un portal d'accés d'arc rebaixat bastit en pedra i maó i una gran finestra amb els brancals de pedra i la llinda de fusta. A l'interior, els espais estan coberts amb voltes de canó amb llunetes fetes de pedruscall i abundant morter de calç, conservant les empremtes dels encanyissats. També destaquen unes obertures estretes rectangulars bastides en pedra, que possiblement corresponguin a espitlleres tapiades.
La construcció és bastida en pedra sense treballar i còdols, disposat irregularment i lligat amb morter, amb les refeccions fetes de maons.

## Història
El veïnat d'Ullastre, a uns 800 metres de Sant Climent, era una antiga possessió del monestir de Sant Pere de Rodes. Actualment, està format per un grup de masies escampades que daten dels segles XVII-XIX, com el Mas Navara.
La primera documentació que es registra d'Ullastre és del segle X com a possessió del monestir amb els noms de villa Oleastri (any 974), Oleastrum (any 982) i villa Oleastri (any 990). El 1362 hi ha al·lusió al mansum de Oylastre.
En el cas del mas Navara hom pot dir que és una masia construïda vers el segle xvii amb reformes posteriors que presenta elements defensius, en aquest cas espitlleres posteriorment tapiades. A aquesta zona va ser molt comú, durant els segles xvi i xvii, que les masies es fortifiquessin, tant per prevenir el perill de la pirateria, com per la inestabilitat política del moment.